# Saint-Ouen-en-Belin

Saint-Ouen-en-Belin este o comună în departamentul Sarthe, Franța. În 2009 avea o populație de 1,324 de locuitori.